# Фуражный переулок (Пушкин)
Фура́жный переулок — переулок в городе Пушкине (Пушкинский район Санкт-Петербурга). Проходит от Госпитального переулка до Красносельского шоссе. На восток продолжается Колокольным переулком.

## История
Проезд на месте современного переулка появился в 1830-х годах и первоначально назывался Фуражной улицей, соединяя Красносельского шоссе и Гусарскую улицу. Топоним дан по военным провиантским (фуражным) магазейнам (складам), которые находились на углу улицы и Красносельского шоссе. 

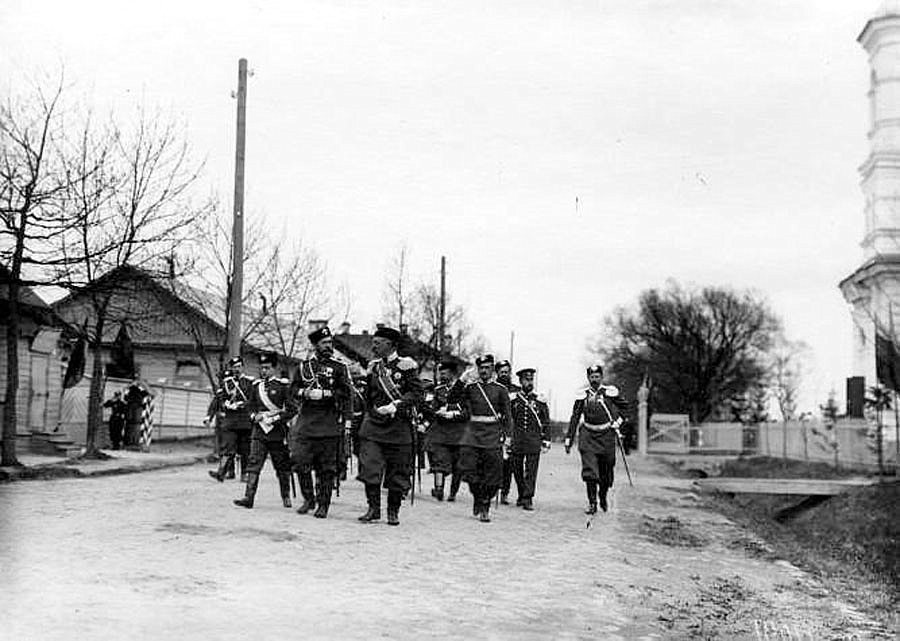
Император Николай II, великий князь Дмитрий Павлович с командиром 2-го Царскосельского стрелкового батальона генералом С.И.Кутеповым и офицерами идут по Фуражной улице. 1905.

Первоначально его нечётная сторона была застроена деревянными зданиями казарм лейб гвардии гусарского его величества полка (между Гусарской улицей и Госпитальным переулком) и задними постройками Царскосельского военного госпиталя, перестроенного из Софийской почтовой станции. На переулок выходил хозяйственный двор с кузницей, кладовыми с погребами и сараями. На Красносельском шоссе сразу за Фуражной улицей в середине XIX века был установлен караульный дом с шлагбаумом. После размещения в 1871 году здесь лейб-гвардии 2-го Царскосельского стрелкового батальона часть территории госпиталя была передана для размещения стрелков. Четная сторона улицы выходила на Софийский воинский плац, первые здания здесь появились только в конце XIX века.
К началу Великой Отечественной войны улица сохранила свою первоначальную трассу. В её зданиях к этому моменту располагались подразделения 24-й танковой дивизии. Фуражная улица стала одной из первых, по которой в Пушкин вошли немецкие войска. Большинство деревянных зданий было уничтожено. После войны улица была сокращена в два раза (до современного Госпитального переулка) и условно поменяла статус на переулок.
В 2007 году Фуражный переулок продлили по старой трассе на восток до Гусарской улицы в связи с застройкой территории жилыми домами, однако присвоить новому участку название Фуражный переулок было невозможно, поскольку нумерация по нему идет от Госпитального переулка на запад. Поэтому 31 марта 2008 года новый участок стал Колокольным переулком.

## Здания и сооружения
- Дом 1. Здание бывшей каменной часовни святителя Николая Чудотворца. Этот храм был приписан к церкви Царскосельского военного госпиталя и служил для отпевания умерших. В годы советской власти часовня была закрыта и перестроена. Её здание сдавалось в аренду под гаражные и складские нужды. К 2015 году часовня заброшена. Владелец не установлен. Русская православная церковь готова восстановить её, включив в состав комплекса Духовно-просветительского центра Царскосельского благочиния. О назначении здания указывает информационный плакат, который уже несколько раз срывали.
- Дом 2 [6]. Здание постройки 1930-х годов, в котором ранее располагалось военное общежитие. Сейчас часть здания занимает гостиница министерства обороны российской Федерации "Славянка". С 2015 года здание принадлежит на праве хозяйственного ведения ФГУП "Управлению гостиничным хозяйством" Министерства Обороны Российской Федерации"
- Дом 4. Духовно-просветительский центр Царскосельского благочиния c Сергиевским храмом Здание храма с учебным залом и цейхгаузом было построено в 1889 году и перестроено в 1904 году. После закрытия храма помещения использовались для различных нужд. Богослужения возобновлены в 2014 году. На территории рядом с храмом в память о гвардейском стрелковом артиллерийском дивизионе установлена копия горной трёхдюймовой пушки, а перед западным фасадом здания ко дню освящения храма 8 декабря 2014 года был установлен памятник преподобному Сергию Радонежскому (скульптор В. В. Зайко).
- Дом 5. Единственное сохранившееся в переулке жилое здание дореволюционной постройки.